# ديمون ماسون
ديمون ماسون (بالإنجليزية: Damon Mason)‏ هو لاعب كرة قدم أمريكية أمريكي، ولد في 21 أبريل 1974 في لابلاس في الولايات المتحدة.